# منتخب ناميبيا لكأس ديفيز
منتخب ناميبيا لكأس ديفيز (بالإنجليزية: Namibia Davis Cup team)‏ هو ممثل ناميبيا الرسمي في كرة المضرب في كأس ديفيز
.